# Route nationale 883
La route nationale 883 est une route nationale de Belgique qui relie Aubange à Differt, dans la commune de Messancy.
Elle débute son itinéraire en prolongeant la route nationale française 918 au point frontière de Mont-Saint-Martin, puis traverse les villages d'Aubange et de Messancy en croisant à plusieurs reprises la route nationale 81, qui reprend une partie de son tracé historique.
La nationale 883 est en effet l'ancienne route impériale d'Arlon à Longwy, datant de la période autrichienne. Elle servit, entre autres, de référence pour délimiter la frontière entre la Belgique et le Luxembourg lors de la scission du grand-duché de Luxembourg effective à partir de 1839 mais définie par le traité des XXVII articles, signé en 1831.

## Historique

### Période autrichienne

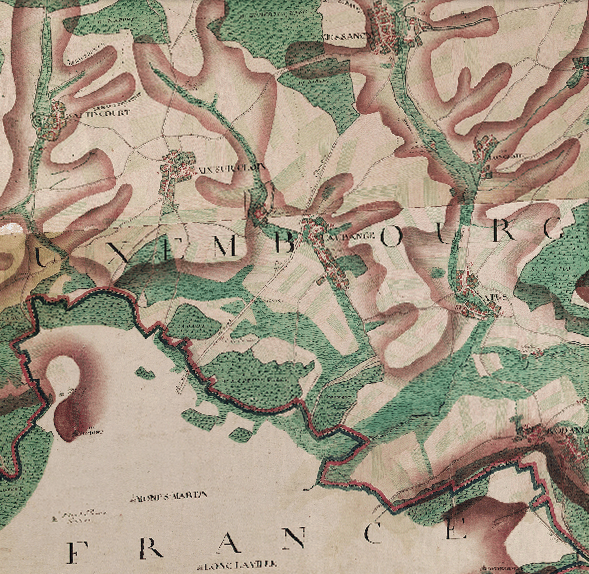
Détails de la carte de Ferraris centrée sur la route reliant Aubange à Messancy, traçé de la future nationale 883.

C'est lors de la période des Pays-Bas autrichiens que les travaux de construction d'une nouvelle route reliant Arlon à Longwy sont entamés en 1727, sous le règne de Charles VI. Ils sont achevés en 1772 sous la période de l'impératrice Marie-Thérèse. On la trouve notamment sur la carte de Ferraris de 1777, où l'on peut voir qu'elle correspond déjà à l'actuel tracé de la nationale 81 pour sa partie « nord » entre Arlon et Differt et celui de la nationale 883 de Differt à la frontière française à hauteur de Mont-Saint-Martin, à travers Messancy et Aubange. Elle relie alors l'empire au royaume de France et à l'enceinte de Longwy, fortifiée par Vauban, revêtant dès lors une importance stratégique et militaire.
En effet, après la Révolution française, les troupes de l'armée révolutionnaire empruntèrent cet axe pour envahir le duché de Luxembourg. Lors de la première bataille d'Arlon en 1793, l'armée impériale détruit le pont qui enjambe la rivière Messancy afin de ralentir les troupes françaises venant de Longwy. Après leur retraite, les Français revinrent l'année suivante pour attaquer une nouvelle fois Arlon et une bataille a lieu sur le pont d'Aubange le 17 avril 1794 lors de laquelle les troupes du général autrichien Jean-Pierre de Beaulieu sont défaites par celle de François Joseph Lefebvre.

### Période française

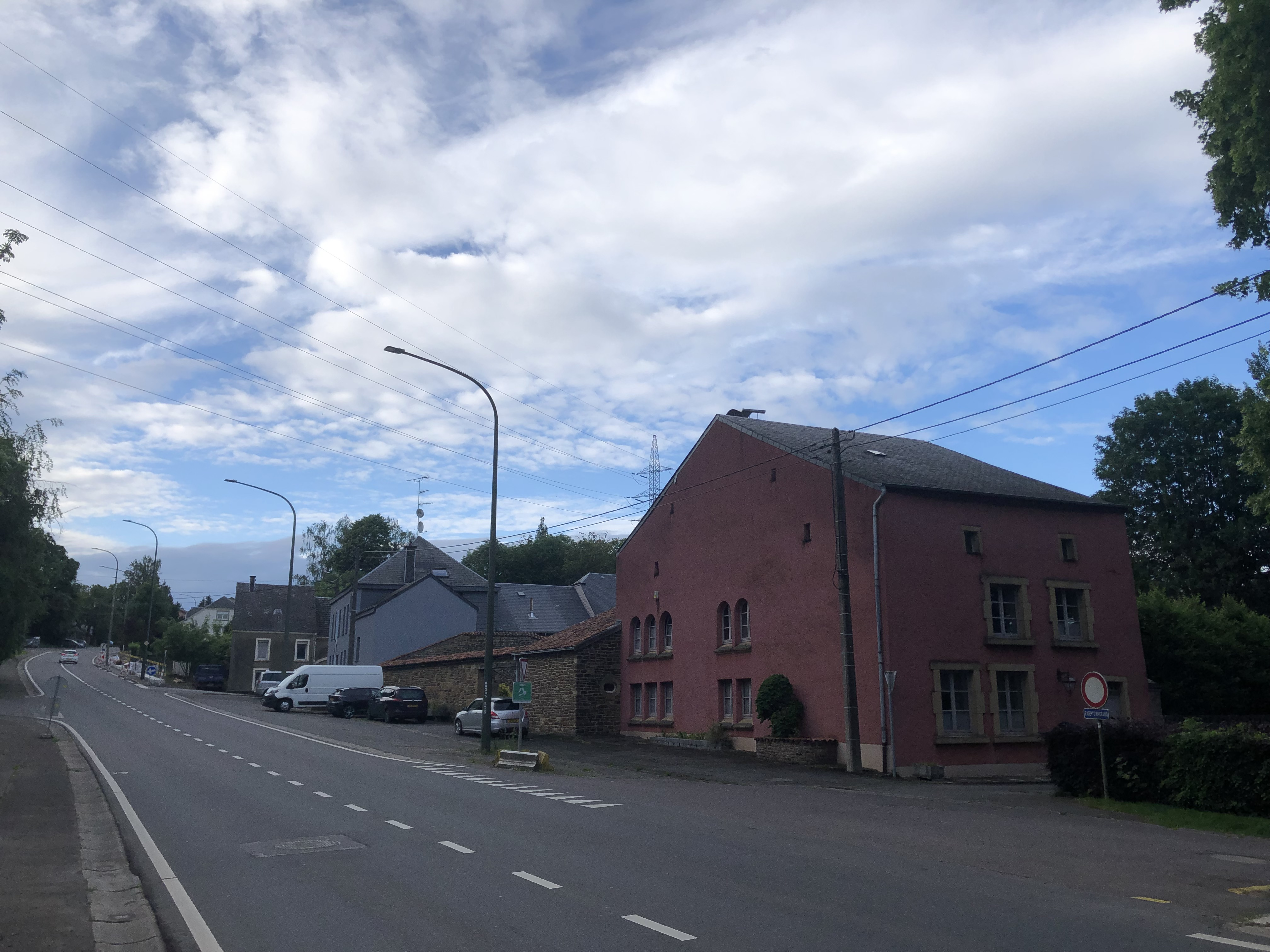
L'ancien relais de poste d'Aubange datant de la période française.

Après l'annexion à la Première République française puis la proclamation du Premier Empire, celui-ci définit une liste des 229 « routes impériales françaises » par le décret du 16 décembre 1811 et recense la route avec le numéro 63, qui devient, en 1824, la route nationale française n°52 et existe toujours sous ce nom aujourd'hui.
En 1796, un service postal est organisé dans ce qui est alors le « département des Forêts », et ce par le biais de diligences. Trois relais de poste sont alors créés le long de la route entre Arlon et Longwy : à Messancy, à Aubange et à Mont-Saint-Martin.
En 1814, à la fin du Premier Empire, le congrès de Vienne octroie la région au roi du royaume uni des Pays-Bas, Guillaume Ier d'Orange-Nassau mais à titre privé, sous la forme du grand-duché de Luxembourg.

### Période belge

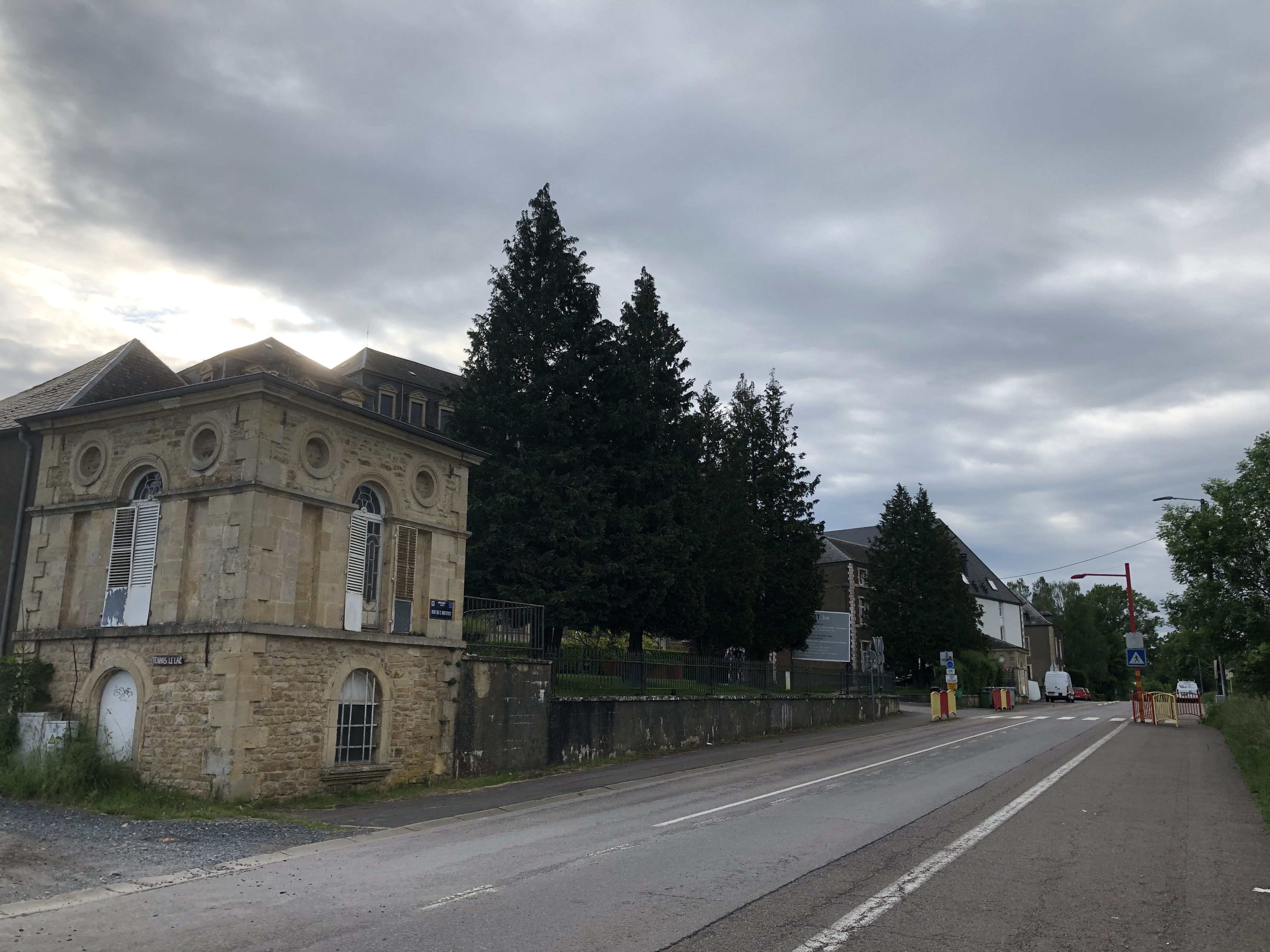
L'Institut Cardijn-Lorraine de Differt, sur la N883.

Le 4 octobre 1830, la Belgique déclare son indépendance et en profite pour annexer le grand-duché de Luxembourg dès le 16 octobre. Toutefois, la guerre belgo-néerlandaise s'achève en décrédibilisant gravement la jeune nation belge, qui est dès lors contrainte de rendre une partie de ses territoires à Guillaume Ier.
Les grandes puissances se réunissent une nouvelle fois lors de la conférence de Londres afin de définir les nouvelles frontières de la Belgique. La route de l'époque joue alors un rôle majeur dan les discussions, car c'est sur base de son tracé, et plus globalement de celui de la route reliant Metz à Liège, qu'est établie la frontière entre la Belgique et le Luxembourg, qui demeure encore d'actualité de nos jours. Talleyrand, alors ministre plénipotentiaire du roi des Français Louis-Philippe, joue de son influence pour que la route demeure belge et non luxembourgeoise dans le but de la soustraire à la confédération germanique, dont le grand-duché était un état membre.
L'article 2 du traité des XXVII articles (15 novembre 1831) décrit le partage comme suit :

« Dans le grand-duché de Luxembourg, les limites du territoire belge seront telles qu'elles vont être décrites ci-dessous :
À partir de la frontière de France entre Rodange, qui restera au grand-duché de Luxembourg, et Athus, qui appartiendra à la Belgique, il sera tiré, d'après la carte ci-jointe, une ligne qui, laissant à la Belgique la route d'Arlon à Longwy, la ville d'Arlon avec sa banlieue, et la route d'Arlon à Bastogne, passera entre Messancy, qui sera sur le territoire belge, et Clémency, qui restera au grand-duché de Luxembourg, pour aboutir à Steinfort, lequel endroit restera également au grand-duché. (...) »

En 1846, une nouvelle route est construite pour relier Arlon à Longwy reprenant grosso modo le tracé de l'actuelle nationale 883 et de la route nationale 81.
En 1878, la nationale 883 est traversée par la ligne de chemin de fer n°165 qui créé le passage à niveau à hauteur de la gare d'Aubange.
En 1971, le contournement du village de Messancy sur quatre voies est construit à partir du lieu dit du « carrefour du Juge », réduisant le trafic sur la nationale 883 qui traverse le village. Le zoning industriel de Messancy y est alors construit.
Au début des années 2000, deux carrefours giratoires sont créés sur la portion de route traversant le village d'Aubange, aux intersections avec la nationale 804 (rue de Freihaut) et avec la nationale 88 (rue du Village). A cette époque, on recense un trafic d'environ 8 000 véhicule par jour sur cet portion de la route.

## Parcours

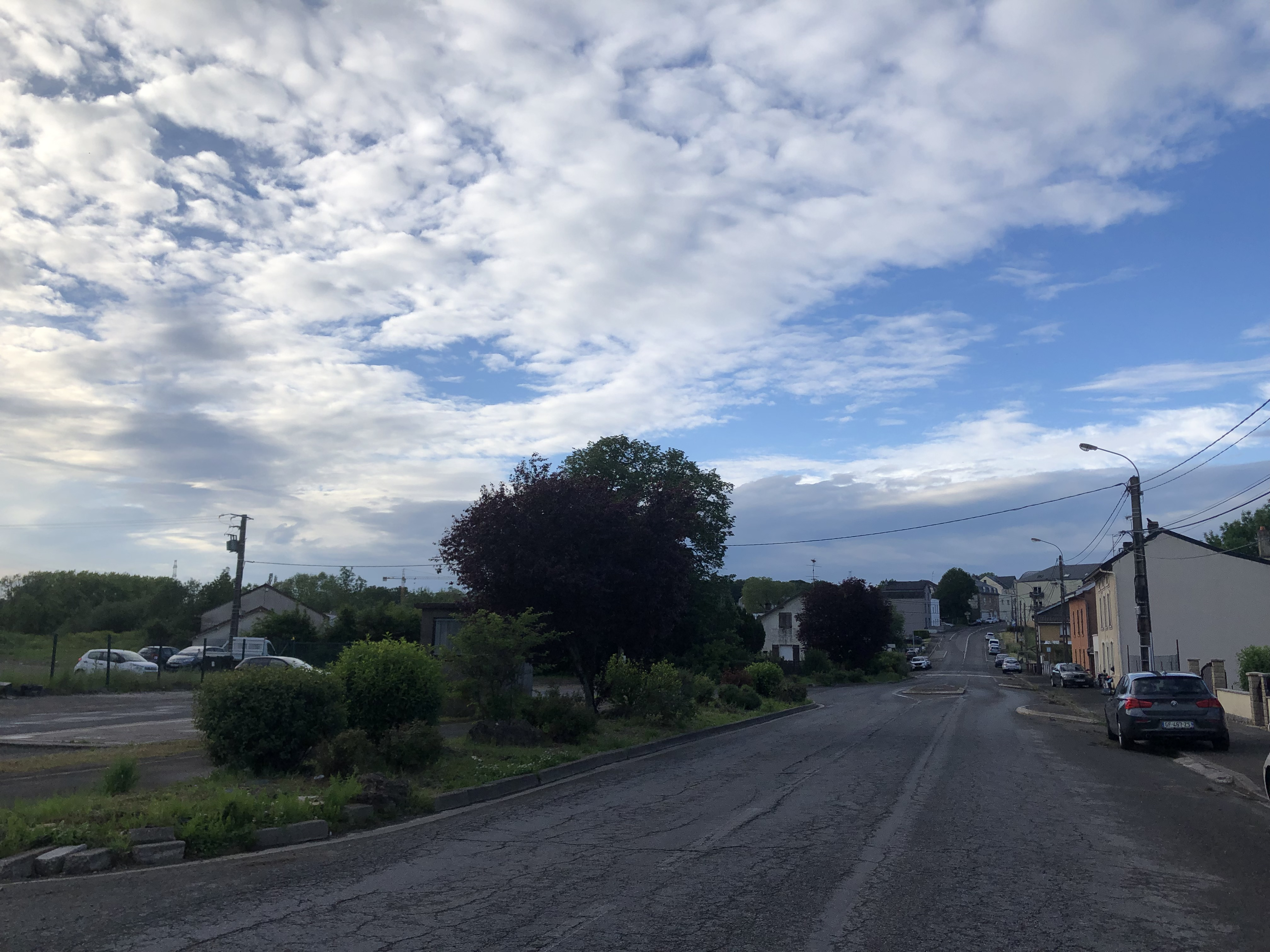
L'ancienne douane à la frontière entre la Belgique et la France entre Aubange (N883) et Mont-Saint-Martin (D918).

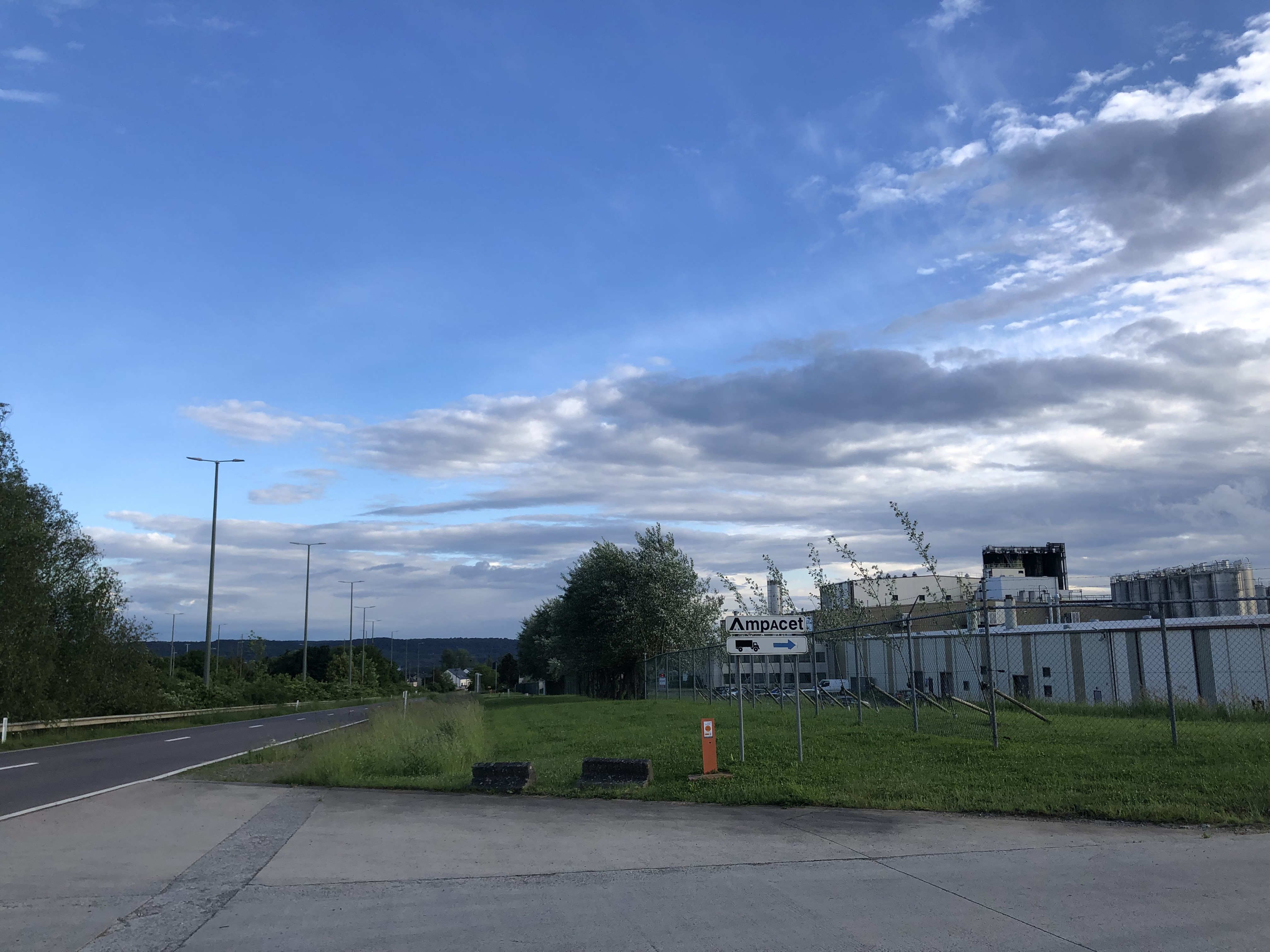
L'usine « Ampacet », dans le zoning industriel de Messancy, le long de la nationale au croisement avec la N81.

|  | Dénomination           | Destinations                |
|  | ---------------------- | --------------------------- |
|  | Differt                |                             |
|  | La Messancy            | Differt                     |
|  | Differt                |                             |
|  | Differt                |                             |
|  | Rond-point de Messancy |                             |
|  | Messancy               |                             |
|  | Messancy               |                             |
|  | Sortie Messancy        |                             |
|  | Le Brüll               | Aubange                     |
|  | Rond-point d'Aubange   |                             |
|  | PN 41 ligne 165        |                             |
|  | Rond-point d'Aubange   |                             |
|  | ( France)              | Mont-Saint-Martin et Longwy |

## Curiosités et monuments
- Aubange :
  - L'ancienne tour, rue de la Gare
  - L'ancien relais de poste, rue de Messancy
  - Le lavoir le long du Brüll, rue de Messancy
  - Le « château Gillon »

- Messancy
  - Le monuments aux morts, Grand rue
  - L'hôtel de ville de Messancy (« villa Tesch »)
  - Le « Castel », aujourd'hui une école.

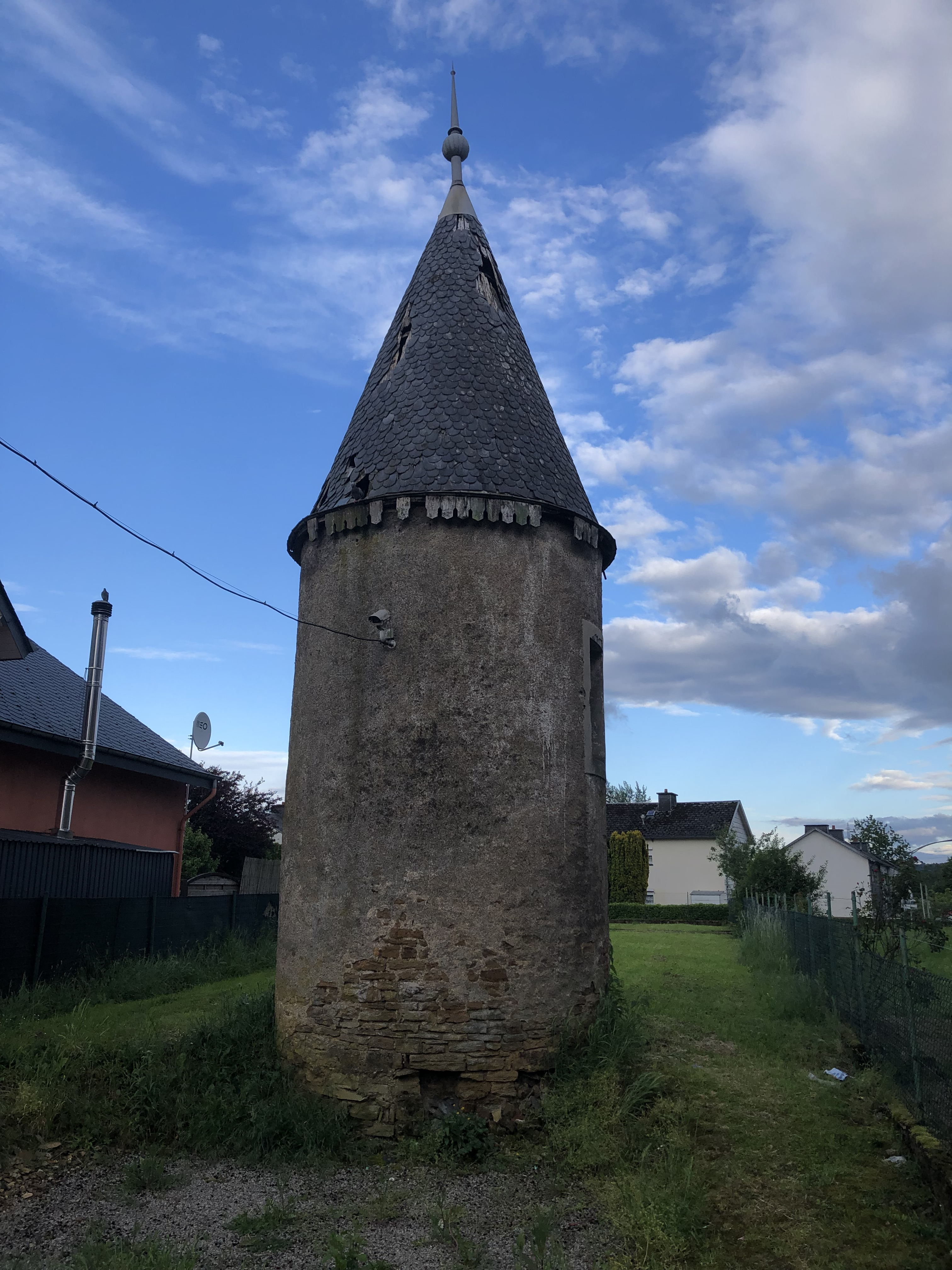
Ancienne tour, rue de la Gare à Aubange.
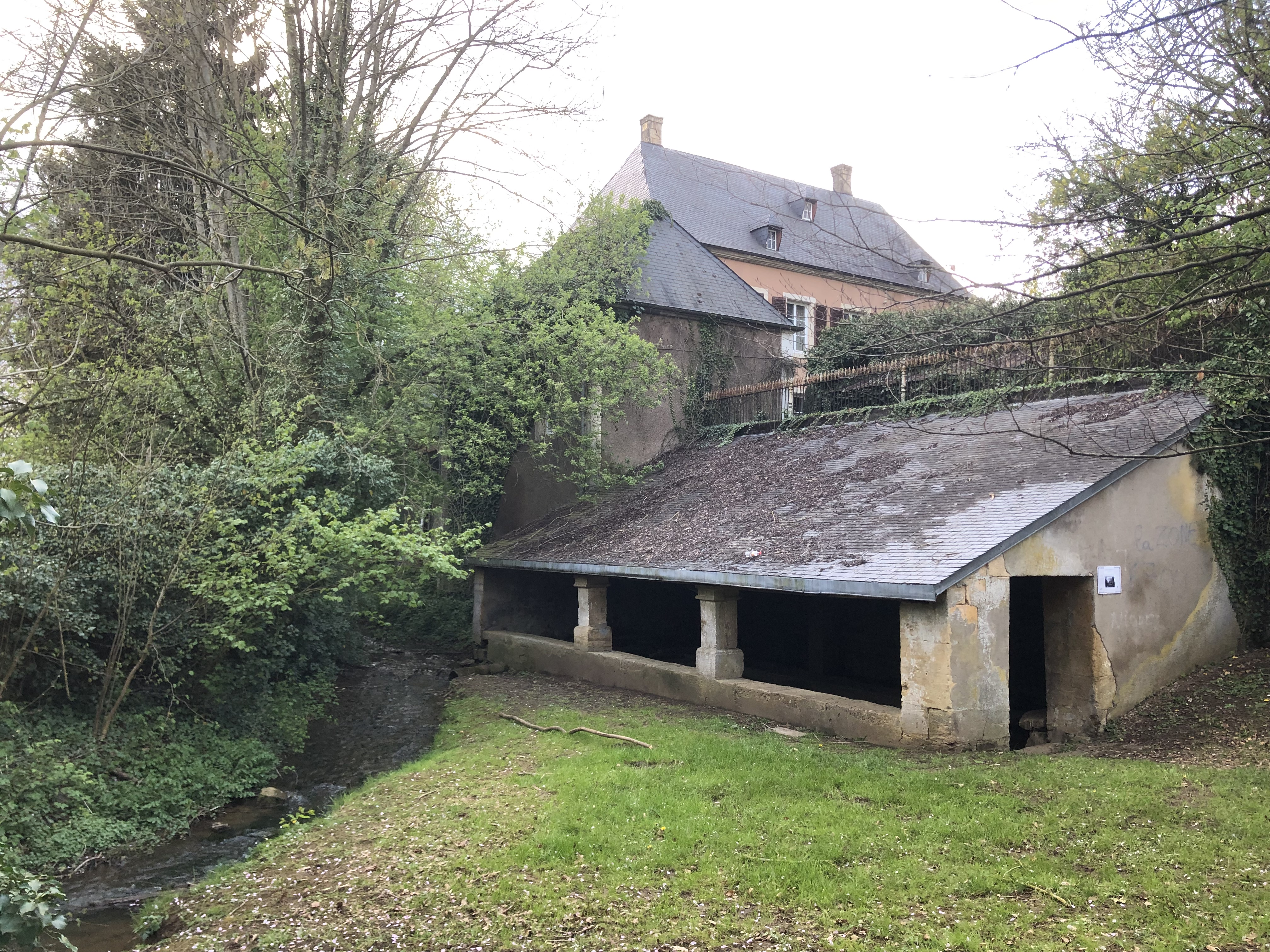
Le lavoir d'Aubange et le « château Gillon », le long du le Brüll.
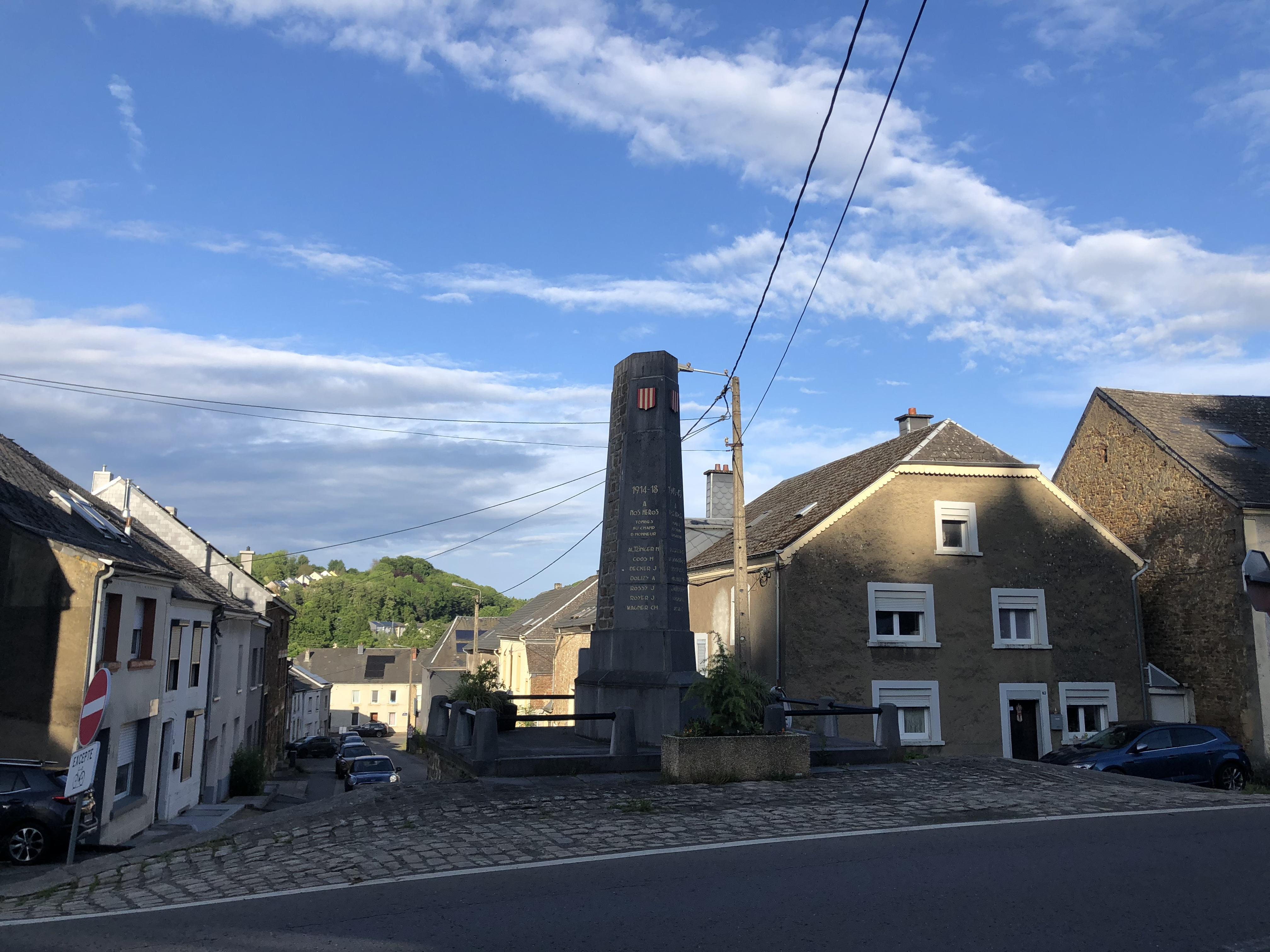
Le monument aux morts de Messancy.
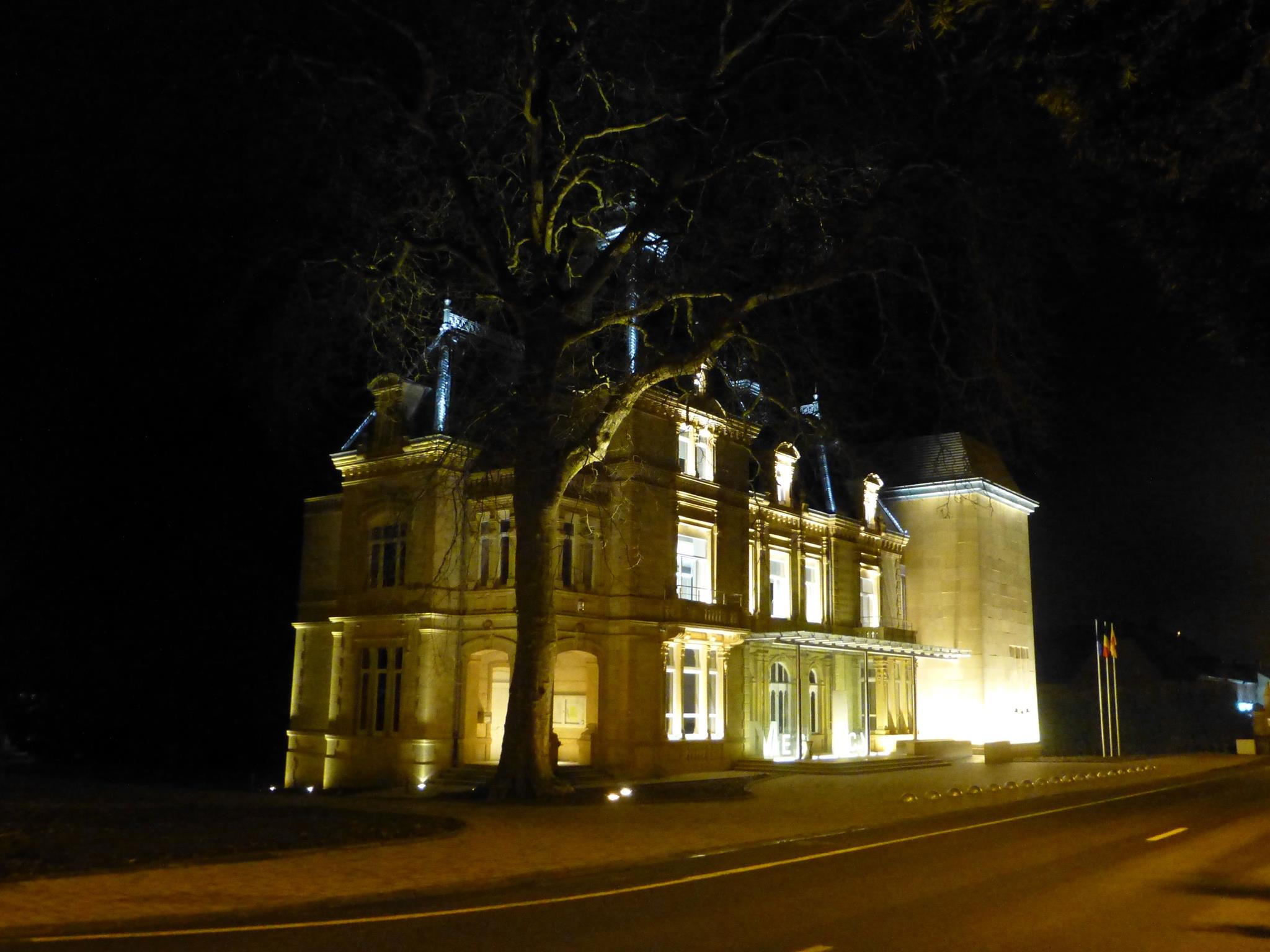
L'hotel de ville de Messancy (« villa Tesch »)
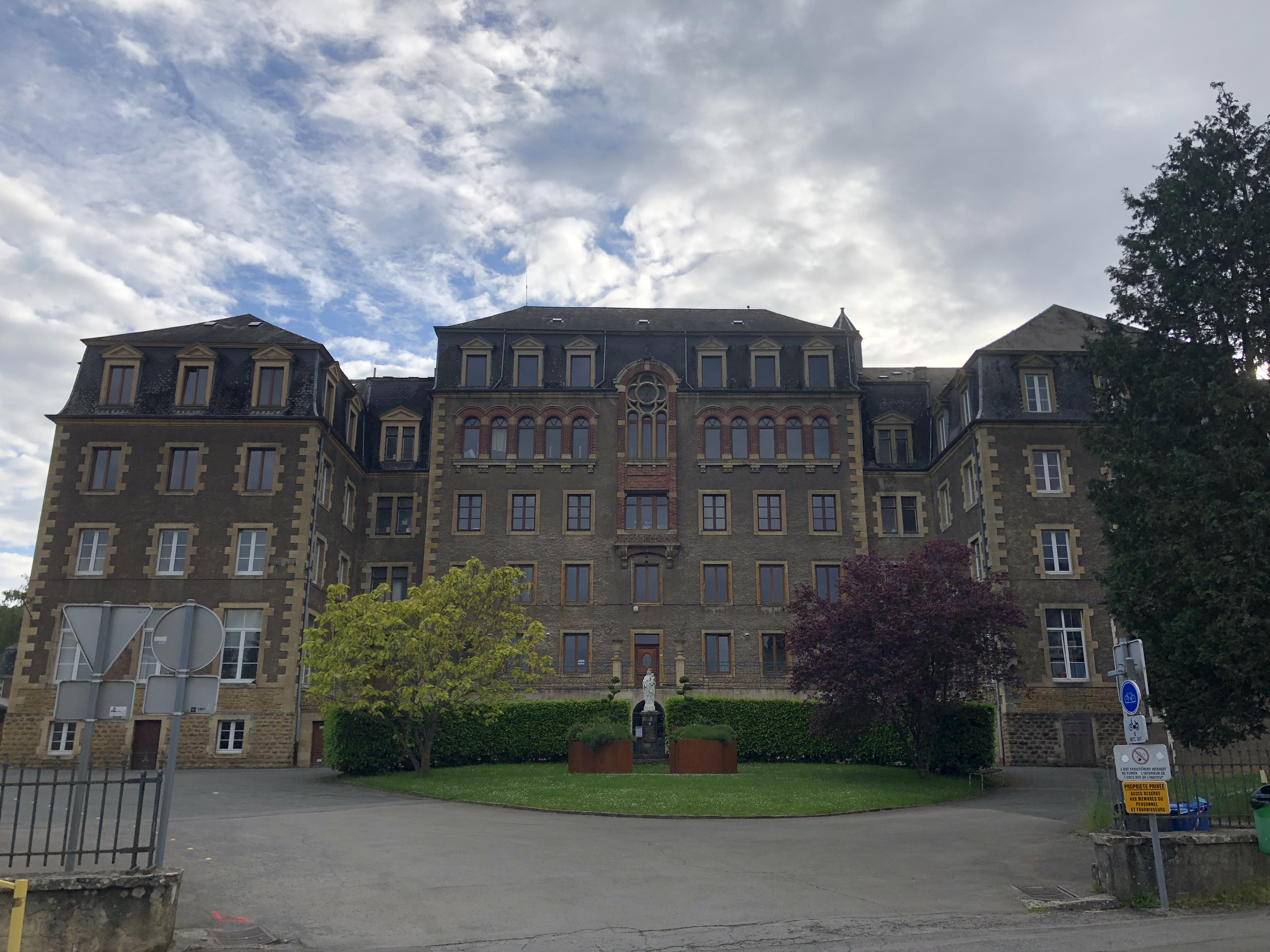
L'Institut de Nazareth, à Differt.